# Гурлах
Гурлах (нім. Hurlach) — громада в Німеччині, розташована в землі Баварія. Підпорядковується адміністративному округу Верхня Баварія. Входить до складу району Ландсберг. Складова частина об'єднання громад Іглінг.
Площа — 17,15 км2. Населення становить 1951 ос. (станом на 31 грудня 2020).